# ソッサーノ
ソッサーノ（伊: Sossano）は、イタリア共和国ヴェネト州ヴィチェンツァ県にある、人口約4,200人の基礎自治体（コムーネ）。

## 地理

### 位置・広がり

#### 隣接コムーネ
隣接するコムーネは以下の通り。
- アグリアーロ
- アルベットーネ
- カンピーリア・デイ・ベーリチ
- ノヴェンタ・ヴィチェンティーナ
- オルジャーノ
- ポイアーナ・マッジョーレ
- ヴァル・リオーナ
- ヴィッラーガ

### 気候分類・地震分類
気候分類では、zona E, 2424 GGに分類される。
また、イタリアの地震リスク階級 (it) では、zona 3 (sismicità bassa) に分類される。